# Topolany
Topolany (in tedesco Topolan) è un comune della Repubblica Ceca facente parte del distretto di Vyškov, in Moravia Meridionale.